# Schinias Olympic Rowing and Canoeing Centre

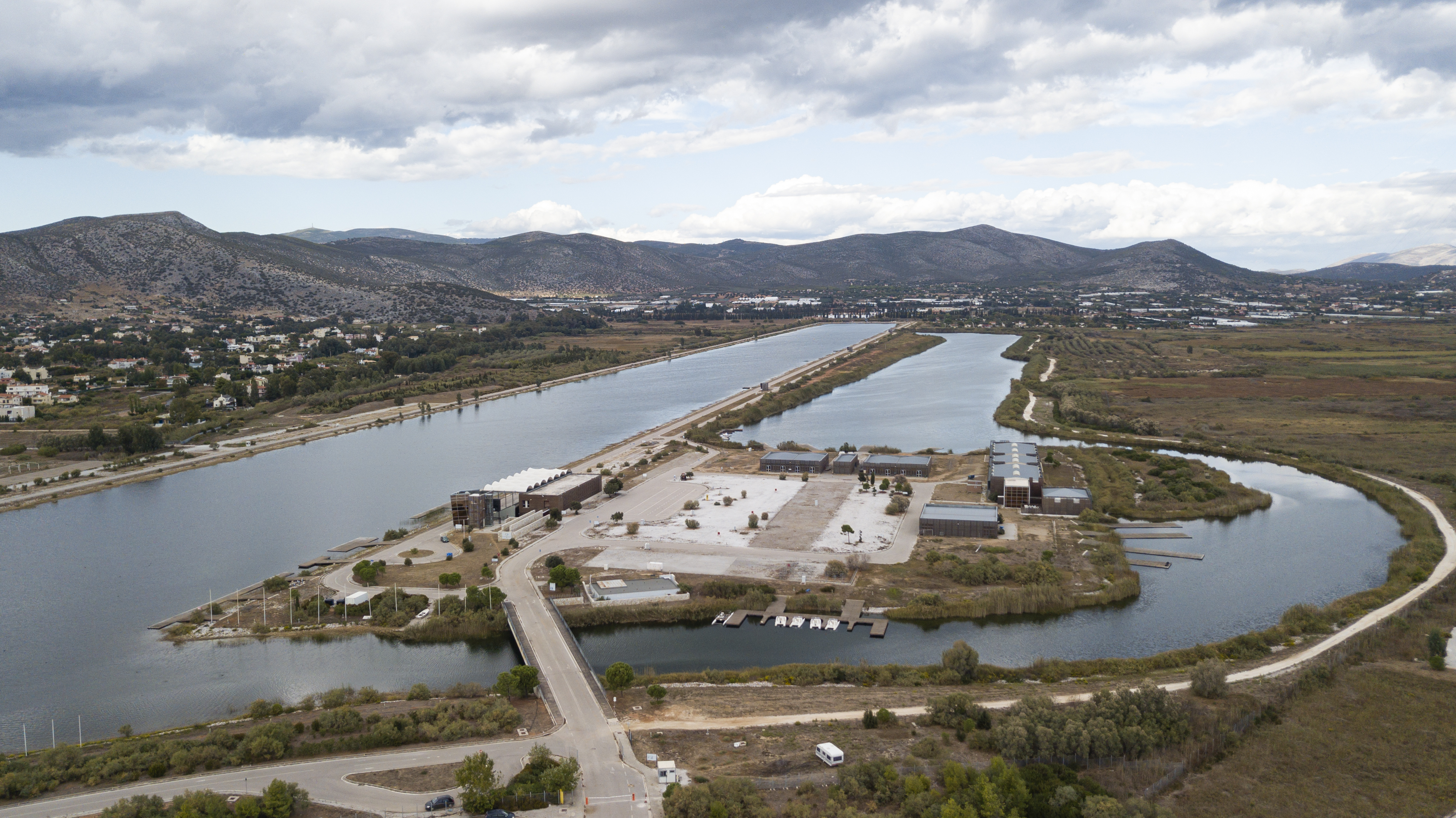
Luftbild der Anlage

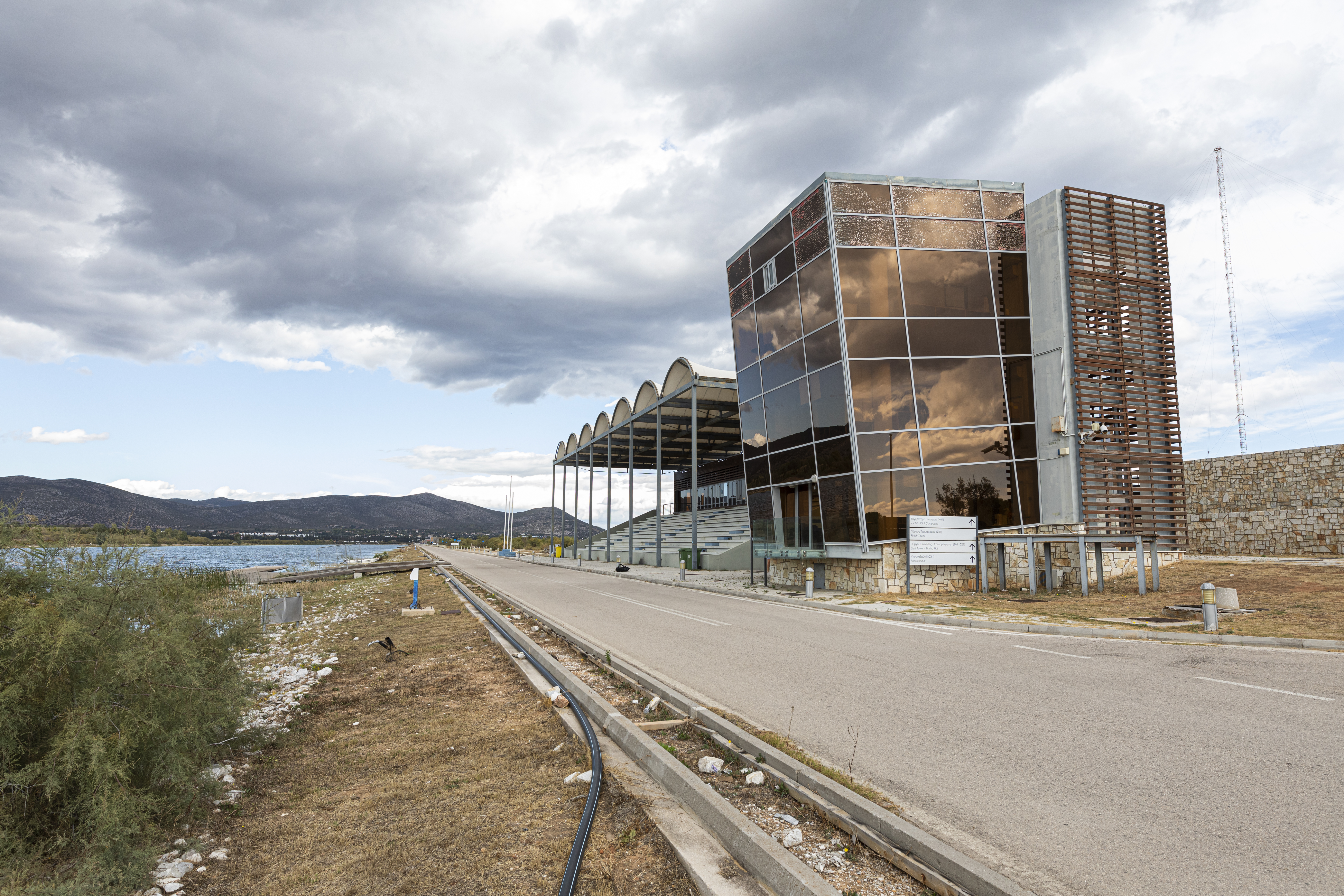
Zuschauertribüne

Das Schinias Olympic Rowing and Canoeing Centre (griechisch Ολυμπιακό Κωπηλατοδρόμιο Σχινιά) ist ein Zentrum für Ruder- und Kanuwettkämpfe in Schinias, östlich der Stadt Marathon.
Die Anlage ist 2.001.997,42 m² groß, 7.937,40 m² davon sind bebaut. Sie befindet sich im Westen des Nationalparks Schinias Marathon (der auch die Anlage verwaltet) und ist über eine Ausfahrt der A6 angebunden. Von den zwei Seen der Anlage hat der größere (die Regattastrecke) eine Gesamtlänge von 2250 Metern, die Zuschauerränge haben 14.000 Sitzplätze. Die Baukosten betrugen (incl. Verkehrsanbindung) 80,1 Millionen Euro.

## Geschichte
Bereits vor den Olympischen Sommerspielen 2004 wurde eine Regattastrecke geplant, aber erst diese ermöglichte eine vorzeitige und umfassende Realisierung.
Im August 2003 fanden erste Wettkämpfe statt. Bei den Junioren-Weltmeisterschaften im Rudern 2003 machte ein heftiger Meltemi-Nordwind erhebliche Probleme. Zahlreiche Boote kenterten und Wettfahrten mussten abgesagt werden.
Das Zentrum wurde Ende Januar 2004 für die bevorstehenden Olympischen Sommerspiele 2004 fertiggestellt und wird seitdem durchgehend als Regattastrecke genutzt. 2008 fanden im Zentrum die Europameisterschaften im Rudern statt.

## Trivia
Die Anlage ist ein Schauplatz eines Romans der Reihe Kommissar Kostas Charitos von Petros Markaris. Pakistanische Emigranten treffen sich an dem See zum Fischen und finden dort eine Leiche.